# Breno Morais
Breno Morais Santos (6 maart 1997) is een Braziliaans voormalig baan- en wegwielrenner die in 2017 reed voor Soul Brasil Pro Cycling Team.

## Carrière
In 2016 behaalde Morais vier medailles op de nationale kampioenschappen baanwielrennen voor junioren. In de kilometertijdrit was enkel Wender de Morais sneller, in de keirin moest hij enkel Igor Molino voorlaten en ook in de ploegenachtervolging werd hij tweede. In de puntenkoers behaalde hij de bronzen medaille.
In 2017 werd Morais prof bij Soul Brasil Pro Cycling Team, dat vanwege een schorsing pas halverwege februari weer aan internationale wedstrijden mocht deelnemen.

## Baanwielrennen

### Palmares
| Jaar     | BK                                                | P-AK     | WK       | Overig   |
| Junioren | Junioren                                          | Junioren | Junioren | Junioren |
| -------- | ------------------------------------------------- | -------- | -------- | -------- |
| 2016     | 1km · Keirin · Ploegenachtervolging · Puntenkoers |          |          |          |

## Ploegen
- 2017 –  Soul Brasil Pro Cycling Team

Affonso · Almeida · Cardoso · Chaman · Chamorro · Godoy · Gohr · Machado · Morais · Nazaret · Nicácio · Pinheiro · Pires · Ranghetti · D. Silva · L. Silva · Simón